# Xã Marion, Quận Clinton, Ohio
Xã Marion (tiếng Anh: Marion Township) là một xã thuộc quận Clinton, tiểu bang Ohio, Hoa Kỳ. Năm 2010, dân số của xã này là 5.394 người.